# 데이터 수집

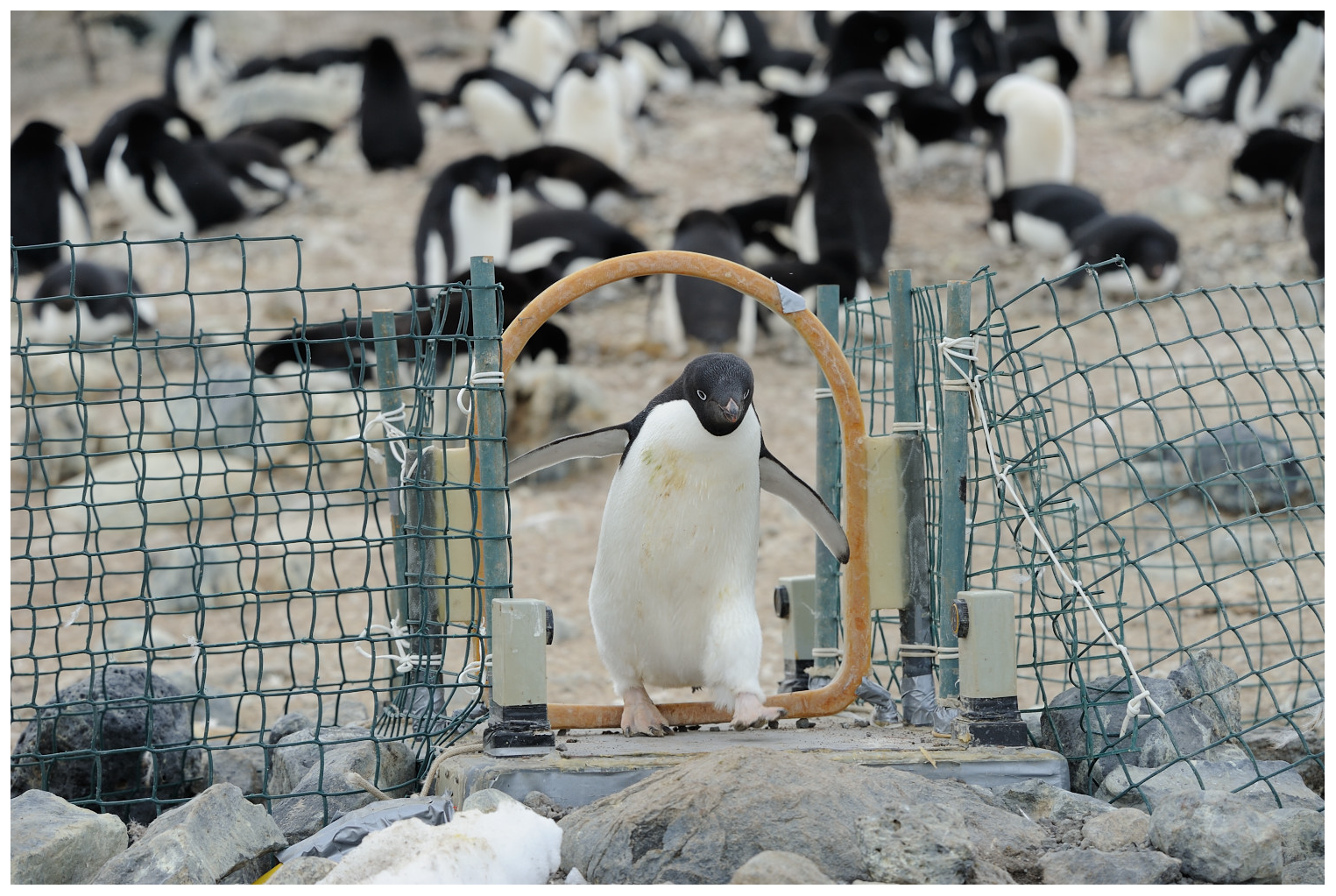
생물학 분야의 데이터 수집 예: 아델리펭귄은 바다를 오가는 도중 자동화된 계량대를 건널 때마다 식별되고 무게가 측정된다.

데이터 수집(data collection) 또는 자료 수집은 확립된 시스템에서 대상 변수에 대한 정보를 수집하고 측정하여 관련 질문에 답하고 결과를 평가하는 프로세스이다. 데이터 수집은 물상 및 사회과학, 인문학, 비즈니스를 포함한 모든 연구 분야의 연구 구성 요소이다. 방법은 분야마다 다르지만 정확하고 정직한 수집을 보장하는 데 중점을 두는 것은 동일하다. 모든 데이터 수집의 목표는 데이터 분석을 통해 제기된 질문에 대한 신뢰할 수 있는 답변을 공식화할 수 있는 증거를 포착하는 것이다.
데이터 정의(정량적 또는 정성적) 분야나 선호도에 관계없이, 연구 무결성을 유지하려면 정확한 데이터 수집이 필수적이다. 적절한 데이터 수집 도구(기존, 수정 또는 새로 개발)를 선택하고 올바른 사용을 위한 설명된 지침을 사용하면 오차 가능성이 줄어든다.

## 같이 보기
- 실험
- 데이터 관리
- 표본조사
- 설문
- 질적 연구
- 양적 연구
- 데이터 마이닝